# Théo Fleischman
Pour les articles homonymes, voir Théo et Fleischman.
Théo Fleischman (né à Anvers le 24 mars 1893 et mort à Uccle le 27 février 1979) fut un journaliste, présentateur de radio et écrivain belge. Il a été Administrateur et Directeur Général de l'I.N.R (ancêtre de la RTB).

## Biographie
Il est un des pionniers de la radiodiffusion. Il fut le premier en 1926 à avoir présenté un journal parlé radiophonique dans le monde annoncé suivant la formule Toutes les nouvelles du monde et de la journée en trente minutes. Entré à Radio Belgique en mars 1924, il avait auparavant déjà réalisé de nombreuses interviews dont celles de Jacques Feyder, Fernand Crommelynck et Colette. Durant la Seconde Guerre mondiale, il sera l'un des animateurs de Radio Belgique au côté de Victor de Laveleye et de Jan Moedwil. Il écrivit aussi de nombreuses pièces destinées exclusivement à la radio. Elles étaient jouées en direct en studio avec l'accompagnement de bruitages "réalistes".

## Publications
- Ce vieil enfant, Poèmes, illustrations Armand Massonet, Bruxelles, Éditions La Renaissance du Livre, 1922.
- Le poète René Lyr, Bruxelles, Éditions La lanterne sourde, 1922.
- Notes sur le poète Herman Frenay-Cid, illustration Forg, Bruxelles, Éditions La lanterne sourde, 1922.
- Anthologie des écrivains morts au front, Éditions La Renaissance du Livre, 1922.
- Archipel, poèmes, Bruxelles, Éditions Gauloises, 1923, 96 p.
- Anthologie des poètes de l'Yser, avec Julien Flament [2], Bruxelles, Éditions Robert-Sand, 1924
- Épopée de la ferme Groote-Barnburg. Un épisode de la bataille de l'Yser, 20 octobre 1914, Bruxelles, Éditions Van Sulper, 1924
- L'Aventure. Souvenirs de guerre, 1914-1918, illustrations Armand Massonet, Bruxelles, Éditions Imprimerie industrielle et financière, 1928
- Le théâtre belge, présenté par George Garnir, Bruxelles, Éditions Imprimerie industrielle et financière, 1928
- Ici Londres — Le message du jour, Bruxelles, Éditions Meddens & Cie, 1946, 173 p.
- Un curieux récit de Waterloo, Bruxelles, Éditions Meddens & Cie, 1947, 158 p.
- Icare,poème pour un oratorio, Bruxelles, Éditions L'Écran du monde, 1947, 62 p.
- Le Soleil de Minuit et autres jeux radiophoniques, Bruxelles, Éditions Labor, 1948, 296 p.
- Le Roi de Gand. Louis XVIII et les émigrés français à Gand pendant les Cent Jours, Bruxelles, La Renaissance du Livre, 1953, 219 p.
- Un qui revient de loin (Les mésaventures de Florentin Passavant, général d'Empire réincarné), Éditions Amiot-Dumont, coll. « Toute la ville en parle », 1955; traduction en anglais: A man from the past, the misery and splendour of a fantastic reincarnation, Victor Gollancz Ltd, 1957
- Bruxelles pendant la bataille de Waterloo, avec Winand Aerts, Bruxelles, La Renaissance du Livre, 1956, 260 p.
- Napoléon au bivouac: la vie de l'Empereur en campagne, Bruxelles et Paris, Éditions Brepols et Garnier Frères, coll. « Au cœur de l'histoire », no 1, illustrations de Bellangé, Charlet,  de Faber du Faur, Pils et Raffet, 1957; 161 p.; réédition: 1958; réédition: 1964
- Tapin, tambour de Bonaparte en Égypte, illustrations de Chader, Bruxelles et Paris, Éditions Brepols et Garnier Frères, coll. « Junior Club », no 1, 1957, 142 p.
- Napoléon à Fleurus en 1815, Bruxelles,  Éditions Brepols, 1958, 62 p.
- En écoutant parler Napoléon, Bruxelles,  Éditions Brepols et Garnier Frères, 1959, 295 p.
- Le peuple aux yeux clairs, Bruxelles, La Renaissance du Livre, 1959, 200 p.; réédition: Bruxelles, Éditions Labor, coll. « Espace nord junior », 2002, 104 p.
- L'évadé de sainte-Hélène, Bruxelles, Éditions Brepols, 1960, 170 p.
- Tapin au soleil d'Austerlitz, illustrations de Chader, Bruxelles, Éditions Brepols, coll. « Junior Club », no 10, 1962, 156 p.
- En écoutant parler les grognards de Napoléon, Bruxelles, Éditions Brepols, 1963, 246 p.
- L"épopée impériale racontée par la Grande Armée, Paris, Éditions Librairie Académique Perrin, 1964, 524 p.
- Napoléon et la musique, préface d'Emmanuel Bondeville, Bruxelles, Éditions Brepols, 1965, 362 p.
- Bicentenaire de Napoléon Bonaparte : 1769-1969, Jean Puraye, préface de Théo Fleischman, Liège, Catalogue d'exposition Liège 1969, 1969, 107 p.
- L'Expédition anglaise sur le continent en 1809. Conquête de l'île de Walcheren et menace sur Anvers, Bruxelles, la Renaissance du Livre, 1973, 123 p.

## Distinction
- Officier de la Légion d'honneur en 1949.